# Śipki La
Śipki La (ang. Shipki La, także Shipkila) (hindi शिपकिला दर्रा) – przełęcz górska na granicy indyjsko-chińskiej, w Himachal Pradesh w Indiach oraz w Tybetańskim Regionie Autonomicznym w Chińskiej Republice Ludowej. 
W latach 1962–1993 droga przez Śipki La była zamknięta. Od 1993 roku dopuszczono ograniczony ruch handlowy.
Przełęcz jest jednym z czterech punktów wymiany handlowej pomiędzy Chinami a Indiami. Pozostałe trzy to: Lipulekh w Uttarakhand, Nathu La oraz Jelap La. Wzdłuż Shipki La biegnie rzeka Satledź, która uchodzi do Indusu.